# 817 Squadron RAN
Le 817 Squadron était un escadron des Forces aériennes de la marine australienne. Il a été formé à l'origine dans le cadre du Fleet Air Arm de la Royal Navy pour servir pendant la Seconde Guerre mondiale et a pris part à des opérations de combat en Norvège, en Afrique du Nord, en Sicile et au large des côtes françaises. Après la fin des hostilités, l'escadron fut dissous en 1945. En 1950, il fut reconstitué au sein de la Royal Australian Navy et participa par la suite à la guerre de Corée. Les déploiements récents comprennent l'opération Falconer, l'opération Slipper et l'opération Sumatra Assist. L'escadron a été dissous en décembre 2011.